# Regnbueaber
|  | Denne artikel er oprettet af botten PalnaBot ud fra en ekstern database. Den kan derfor have sproglige fejl eller mangler. Denne skabelon kan fjernes efter kontrol af indholdet. |

Regnbueaber er en film instrueret af Martin de Thurah, John Kørner.

## Handling
En kvinde og en mand begiver sig ud i skovene for at begynde et nyt liv i pagt med naturen. Vi er ikke længere i naturens tidsalder, men i menneskets. Der er nu kun en vej tilbage til naturen, eller som der står på et banner i filmens begyndelse: "Organic Revolution". Kvinden omtaler mødet med naturen som begyndelsen på et kompromisløst kærlighedsforhold. Ofte får man det indtryk, at det er manden, hun taler til, men hele tiden drejes fokus tilbage på naturen. Kvinden afklæder sig og overgiver sig til naturen, idet hun hen mod filmens slutning lader sig falde ned i og opsluge af det høje græs. Manden derimod fremstår som skaber af civilisationen og kulturen: Det er ham, der går på jagt med sit gevær, ligesom det er ham, der styrer bilerne i den smadrede og forfaldne model af en storby, man ser hen mod filmens slutning. Men billedet er ikke entydigt, for det er manden, der beslutter at han og kvinden skal plante et træ midt i en mark, der repræsenterer det kultiverede landskab.